# Ameglia
Ameglia (ligur nyelven Mègia, Mêgia vagy Améggia) település Olaszországban, Liguria régióban, La Spezia megyében. Lakosainak száma 4293 fő (2023. január 1.). Ameglia Lerici és Sarzana községekkel határos.

## Népesség
A település népessége az elmúlt években az alábbi módon változott:
| Lakosok száma | 4368 | 4366 | 4293 |
|               | 2017 | 2018 | 2023 |